# Austin Amelio
Austin Amelio (Austin (Texas), 27 april 1988) is een Amerikaanse acteur.

## Carrière
Amelio begon in 2010 met acteren in de korte film Potluck, waarna hij nog meerdere rollen speelde in films en televisieseries. Hij speelde in onder andere Everybody Wants Some!! (2016), Song to Song (2017), The Walking Dead (2015-2018) en Fear the Walking Dead (2019-2022).

## Filmografie

### Films
Uitgezonderd korte films.
- 2023 Hit Man - als Jasper
- 2021 No Future - als Preston
- 2020 Holler - als Hark
- 2019 Mercy Black - als Will Nylund
- 2017 Song to Song - als broer van BV
- 2017 Cabin Crew - als Billy
- 2016 Everybody Wants Some!! - als Nesbit
- 2016 The Free World - als Frankie
- 2014 Deliverance Creek - als soldaat

### Televisieseries
Uitgezonderd eenmalige gastrollen.
- 2019-2023 Fear the Walking Dead - als Dwight - 58 afl.
- 2015-2018 The Walking Dead - als Dwight - 36 afl.

- Library of Congress Control Number: no2016139168
- Virtual International Authority File: 67147905273679092489
- WorldCat: E39PBJh4wbtxwkr8MgHtg78DMP